# Georges Clemenceau
Georges Benjamin Clemenceau, francoski politik, fizik in novinar, * 28. september 1841 Mouilleron-en-Pareds † 24. november 1929, Pariz, Francija. 
Clemenceau je bil francoski premier od leta 1906 do 1909 in znova od leta 1917 do 1920. Bil je močan zagovornik ločevanja cerkve in države, nasprotoval je kolonizaciji in imel osrednjo vlogo v politiki tretje republike, najbolj predvsem uspešno vodil državo do konca prve svetovne vojne. 
Potem, ko je bilo med nemško invazijo in premirjem ubitih približno 1.400.000 francoskih vojakov, je bil njegov predlog za kaznovanje Nemčije najstrožji od vseh, ki so bili predstavljeni na pariški mirovni konferenci leta 1919, saj je Clemenceau zahteval popolno zmago nad nemškim cesarstvom. Clemenceau se je zavzemal za odškodnino, premestitev kolonij, stroga pravila za preprečevanje ponovnega naorožanja, pa tudi za vrnitev Alzacije-Lorene, ki je bila Nemčiji priključena leta 1871. Te cilje je dosegel v Versajski pogodbi, podpisani na pariški mirovni konferenci (1919–1920). Z vzdevkom Père la Victoire ("Oče zmage") ali Le Tigre ("Tiger") je v dvajsetih letih 20. stoletja nadaljeval ostro stališče proti Nemčiji, čeprav ne ravno toliko kot predsednik Raymond Poincaré ali nekdanji vrhovni poveljnik zavezniških sil Ferdinand Foch, ki je menil, da je pogodba preveč prizanesljiva do Nemčije, in slavno izjavil: "To ni mir. To je premirje za dvajset let." Clemenceau je sklenil medsebojne obrambne pogodbe z Združenim kraljestvom in Združenimi državami Amerike, da bi se združil proti morebitni nemški agresiji v prihodnosti, vendar te niso nikoli začele veljati. 

## Mladost
Georges Clemeceau se je rodil 28. septembra 1841 v Mouilleron-en-Paredsu. Najprej je študiral medicino v Nantesu in Parizu. V Parizu je postal politično aktiven in je s svojimi političnimi prijatelji ustanovil svoj prvi časopis Le Travail. Kasneje so jim sledili časopisi La justice, L'Aurore, Le Bloc in L'Homme libre. Bil je izrazito protiklerikalno nastrojen in je kot odločen zagovornik republike nasprotoval drugemu cesarstvu, zato je bil v poznejšem obdobju večkrat za kratek čas aretiran.

## Politična kariera
Od leta 1865 do 1869 je Clemenceau delal kot novinar in učitelj na srednji šoli v Stamfordu v Connecticutu, kjer se je pozneje poročil z svojo nekdanjo učenko in z njo imel tri otroke. Z njo se je ločil leta 1891.
Leta 1870 se je vrnil v Francijo in istega leta postal župan Montmartra. Leta 1871 je bil kot član radikalnih socialistov izvoljen v poslansko zbornico. Kot radikalni nacionalist je leta 1871 glasoval proti premirju z Nemčijo, ki je takrat napadla Francijo. Vse od njegove dogovorjene odpovedi Alzacije-Lorene si je prizadeval maščevati se Nemčiji. Zaradi tega je odločno nastopil proti kolonialni politiki premiera Julesa Ferryja. Kot antiklerikalc si je v svoji stranki pridobil ugled in postal najvidnejši predstavnik politične levice v Tretji francoski republiki. Leta 1876 je postal predsednik radikalnih socialistov. Leta 1885 je strmoglavil Ferryjevo vlado, zaradi česar je dobil vzdevek "le tigre" (tiger). Leta 1893 zaradi panamskega škandala ni bil ponovno izvoljen v predsedniško zbornico. Med afero Dreyfus je kot lastnik in urednik revije L'Aurore skupaj z Jeanom Jaurèsom in Émilom Zolajem zagovarjal obsojenega častnika. V tej krizi, ki je globoko pretresla Francijo, je Clemenceau postal eden najpomembnejših politikov v Franciji. 
Leta 1902 je bil Clemenceau izvoljen v senat, leta 1906 pa je postal minister za notranje zadeve v predsedniškem kabinetu Ferdinanda Sarriena. V tej vlogi je leta 1906 poslal vojsko proti stavkajočim rudarjem v departmaju Pas-de-Calais, kar je povzročilo vpad njegove priljubljenosti v socialistični stranki. Clemenceau je bil nato predsednik vlade od leta 1906 do 1909. V tem času je dokončno zavrnil predlog o ločitvi cerkve od države. Clemenceau je nadaljeval vojaško politiko svojega predhodnika Émileja Combesa: da bi ohranili vojsko pod nadzodom, ki je predstavljala žarišče protirepublikanske reakcije vse od afere Dreyfus, je bil povečan državni civilni nadzor nad vojsko in moč vojnega ministrstva nad vojaškimi poveljniki se je prav tako povečal. Kljub antikolonializmu si je Clemenceau prizadeval za povečanje francoskega vpliva v Maroku, ki je bil sprva še neodvisen, kar je v letih 1905 in 1906 povzročilo prvo maroško krizo z Nemčijo. Domače gledano je bila uvedba dohodnine najpomembnejša odločitev Clemenceaujevega prvega predsedniškega mandata. Leta 1909 je njegova vlada padla zaradi pomorskega škandala, zaradi česar je bil prisiljen odstopiti. V naslednjih letih in med prvo svetovno vojno je bil Clemenceau ponovno močno dejaven kot časopisni urednik. Leta 1913 je kot eden od 36 senatorjev glasoval proti podaljšanju obvezne vojaške službe z dveh na tri leta, deloma zato, ker bi to povečalo nevarnost vojne z Nemčijo; ostalih 244 senatorjev je glasovalo za. 

### Predsednik vlade v času prve svetovne vojne
16. novembra 1917 je Clemenceau znova postal predsednik vlade. Ob uporih v vojski in stavkah med delavci naj bi našel izhod iz krize in preprečil mirovna pogajanja z Nemčijo. Clemenceau, ki je takrat opravljal tudi položaj ministrstva za obrambo, je državi vladal z železno roko: od ustanovitve Union Sacrée ni bila sestavljena opozicija. Takrat je bila oblast osredotočena na Clemenceauja, parlament je bil večinoma odpravljen ali discipliniran z grožnjami z odstopom in vprašanji zaupanja, ostri cenzurni ukrepi pa so zatrli vsako obliko defetizma. Zato se na različne načine njegovo vladavino v prvi svetovni vojni opisuje kot "Clemenceaueva diktatura" kar je zgodovinar Henning Köhler zavrnil.
Med pogajanji za premirje, za katerega je Nemčija 6. novembra 1918 zaprosila ameriškega predsednika Woodrowa Wilsona, je Clemenceau uspel uveljaviti pravico Francije do odškodnine. Sprva ni mislil na popolno odškodnino za vso vojno škodo, ki jo je povzročila Nemčija, ampak le na pokojnine za vojne invalide. Dejstvo, da so francoske čete napredovale do Rena, kot je zahteval predvsem maršal Ferdinand Foch, ni bilo del pogojev premirja. Kljub temu je Clemenceau dosegel vrhunec svoje priljubljenosti z njegovim podpisom premirja 11. novembra 1918 in je bil nacionalno imenovan kot "Père la Victoire" (Oče zmage).
Leta 1919 se je Clemenceau udeležil pariške mirovne konference, na kateri je zastopal Francijo. Njegov predlog, ki ga je predstavil na konferenci za kaznovanje Nemčije, je bil najstrožji od vseh. Predstavil je škodo, ki so jo Nemci povzročili francoski zemlji in prebivalstvu. Clemenceau se je hotel maščevati in kaznovati Nemčijo, z vrnitvijo Alzacije in Lorene Franciji, samostojnim Porenjem, brez Lige Narodov, plačanjem velikih stroškov za škodo in razooržitvijo nemške vojske tako, da Nemčija nikoli več ne bi mogla napasti Francije. Te cilje je dosegel v Versajski mirovni pogodbi, ki so jo Nemci podpisali 28. junija 1919.
Na volitvah v poslansko zbornico novembra 1919 je levica utrpela precejšnji poraz, Clemenceaujevi radikalni socialisti pa so v parlamentu izgubili več kot sto sedežev in dobili le 86 poslancev. Decembra 1919 je novoizvoljena zbornica odpravila posebne pravice vlade, kar velja za znak zadnjega Clemenceauevega poraza: Januarja 1920 ni uspel pri svoji kandidaturi zmagati za naslednika Poincaréja na položaju predsednika. Nato se je Clemenceau postopoma umaknil iz politike.

## Poznejše življenje
Po umiku iz politike se je Clemenceau odpravil na različna potovanja, med drugim je obiskal Egipt, Sudan in ZDA. Ko je junija 1921 obiskal Veliko Britanijo, je tam srečal britanskega premierja Davida LIyoda Georga, katerega je Clemenceau obtožil, da je po koncu vojne postal sovražnik Francije. LIoyd George se je na to odzval:"No, ali ni bila to vedno naša tradicionalna politika?" Čeprav se je šalili, je to Clemenceau vzel resno. Po padcu vlade LIoyda Georgea leta 1922 pa je Clemenau dejal: "Kar zadeva Francijo, je pravi sovražnik tisti, ki izgine. Lloyd George tega ni skrival: ob mojem zadnjem obisku v Londonu je to cinično priznal."
Leta 1922 se je Clemencau posvetil pisanju. Po pisanju biografij z strani Demostena in Clauda Moneta, s katerima je bil tesen prijatelj, je pisal na utemeljitvi teme "Veličastnost in tragedija zmage", v kateri je Clemenceau zagovarjal politiko svojega drugega predsedniškega mandata in glede na odsotna jamstva ter Briandovo nemško politiko, ki je bila po njegovem mnenju preveč pripravljena na kompromise, je opozarjal na nevarnosti ponovne nemške oborožitve.

### Smrt
Georges Clemeceau je umrl 24. novembra 1929 v Parizu, zaradi odpovedi ledvic, v starosti 88 let. Pokopali so ga v Mouchampsu.